# ルカーチ・エルヴィン
ルカーチ・エルヴィン（Lukács Ervin、1928年8月9日 ブダペスト - 2011年2月18日）は、ハンガリーの指揮者。

## 来歴
当初は医学を志したが、音楽に転向、ピアノをカールマーン・ジョルジュに師事、1950年に国立高等学院へ進み作曲を学び、フランツ・リスト国立ハンガリー音楽専門学校で指揮法を修めた。1954年に陸軍に従軍した後、1956年からはミシュコルツ国立劇場やブダペスト国立歌劇場で副指揮者等として活躍し、1962年にはローマの国際指揮者コンクールで優勝した。
その後、ハンガリー国立歌劇場管弦楽団を国際的な水準に引き上げることに尽力した。

## 日本との関わり
1975年に日本フィルハーモニー交響楽団の客員指揮者として、初来日以来数回にわたり日本で客演、2006年には同交響楽団の名誉指揮者となった。

## 録音
レナータ・スコットとのリサイタル・ライブ録音やシルビア・シャーシュとのオペラ・アリア集、そしてグノーの『ファウスト』全曲版（ハンガリー語）がある。この他にも、フンガロトンに録音が残されているが、CD化されていないものも多く、記録だけでルカーチの魅力を発掘することは難しい。残されている録音楽曲に比して、その演奏スタイルはきわめて現代的であると言える。